# آندریاس گولومبک
آندریاس گولومبک (انگلیسی: Andreas Golombek؛ زادهٔ ۹ اوت ۱۹۶۸) بازیکن فوتبال اهل آلمان است.
از باشگاه‌هایی که در آن بازی کرده‌است می‌توان به باشگاه فوتبال آرمینیا بیله‌فلد، باشگاه فوتبال اسنابروک، باشگاه فوتبال روت وایس اهلن، باشگاه فوتبال ماگدبورگ ۱، باشگاه فوتبال گراتس، باشگاه فوتبال فرایبورگ، باشگاه فوتبال فورتونا دوسلدورف، و باشگاه فوتبال اوردینگن ۰۵ اشاره کرد.